# Живица, Георгий Владимирович
Георгий Владимирович Живица (укр. Георгій Володимирович Живиця; 1 июля 1937 — 26 декабря 2015) — советский и украинский военный деятель, исполняющий обязанности начальника генерального штаба ВСУ, 1-й заместитель министра обороны Украины.

## Биография
В 1962 году окончил Ленинградское артиллерийское училище, в 1974 году Военную академию им. М. В. Фрунзе, и в 1978 году Военную академию Генерального штаба Вооружённых сил СССР. Проходил службу на должностях секретаря комсомольской организации батальона, заместителя командира батальона по политической части, командира мотострелкового батальона. В 1974 назначен на должность старшего офицера оперативного управления штаба Северной группы войск. После окончания Военной академии Генерального штаба служил в должности старшего офицера оперативного управления Генерального штаба Вооружённых сил СССР. С ноября 1979 года заместитель начальника оперативного управления штаба Прикарпатского военного округа. С октября 1980 по ноябрь 1983 начальник оперативного управления, заместитель начальника штаба Прикарпатского военного округа. В 1983—1985 годах находился в распоряжении 10-го Главного управления Генерального штаба Вооружённых сил СССР. В 1985—1990 начальник направления 50-го центра оперативно-стратегических исследований Генерального штаба Вооружённых сил СССР. С июня 1990 года заместитель начальника 50-го центра, с декабря 1991 в командировке в Кабинете министров Украины. 23 декабря 1991 назначен на должность первого заместителя начальника Главного штаба Вооружённых сил Украины. С 23 декабря 1991 по 4 июня 1992 исполняющий обязанности начальника Главного штаба Вооружённых сил Украины. В августе 1993 года уволен из рядов Вооружённых сил Украины в запас.

### Семья
С 1992 года был женат на поэтессе Анне Тарасовне Чубач (1941—2019). Похоронен на Байковом кладбище вместе с женой.